# Římskokatolická farnost Křešín
Římskokatolická farnost Křešín je zaniklým územním společenstvím římských katolíků v rámci pelhřimovského vikariátu českobudějovické diecéze.

## O farnosti

### Historie
V roce 1350 je v Křešíně doložená plebánie jako část Řečického vikariátu (Červená Řečice), k níž měli podací právo vladykové z Křešína a Sudislavic, z Chýstovic a ze Skočidolovic. V letech 1360–1388 jimi byli bratři Veselý a Křeš z Křešína, synové Adama z Křešína. Z té doby jsou jménem známi plebáni Dětřich († 1360), Přibyslav ze Zelče, který roku 1374 směnil své místo s Janem, farářem ve Stráži, ten pak roku 1380 s Haškem, farářem v Přibyslavicích († 1388), po jehož smrti byl instalován Aldík, syn patrona Veselého z Křešic. V roce 1409 bylo u oltáře svaté Barbory zřízeno místo oltářníka společným nadáním pánů Sezimy ze Štědrovic, Václava řečeného Mayas ze Sudislavic, Křeše z Křešína a Soběna z Jenišovic. Krátce nato vypukly husitské bouře a patroni i osadníci se přiklonili k Janu Husovi a do rekatolizace zde sloužili utrakvističtí faráři.
Mezitím se na počátku 16. století stal Křešín součástí kamberského panství, které v roce 1534 držely Johanka a Regina z Otradovic. Po smrti Johančina chotě Jana Lukaveckého z Lukavce a následném dělení majetku byl Křešín v roce 1578 prvně zmíněný jako část lukaveckého statku. Po dalším dělení majetku se stal Křešín v roce 1609 samostatným panstvím, na jehož nově zbudované tvrzi se usadil Smil Lukavecký z Lukavce. V roce 1620 Křešín vyplenilo císařské vojsko, přičemž usmrtilo ředitele školy Bedřicha Damborského, který nechtěl prozradit, kde se majitel panství a farář skrývají. O tři roky později byl Smilův majetek konfiskován pro jeho účast při stavovském povstání. Týž rok, dne 14. července 1623, koupil Křešín Wolf Jiří z Pöttingu, který opět sloučil statky křešínský a lukavecký.
V roce 1622 opustil Křešín Smil Lukavecký společně s farářem Martinem Marešem, posledním utrakvistickým, a Křešín připadl jako filiálka farnosti Lukavec. V roce 1785 získal Křešín opět duchovního správce, když byla při kostele zřízená lokálie, povýšená v roce 1856 na farnost. V roce 1875 byl rozebrán starý a zchátralý gotický kostel a na jeho místě postaven nový v novogotických formách, zasvěcený svatému apoštolu Bartolomějovi. Ze starších sakrálních památek se na území farnosti dochovala křížová cesta, která vede od kostela k protější kalvárii.
Farnost patřila do roku 1993 do královéhradecké diecéze. V uvedeném roce byla (v souvislosti s úpravou hranic diecézí po vzniku plzeňské diecéze) převedena do českobudějovické diecéze.
Farnost dne 31. prosince 2019 zanikla, jejím právním nástupcem je Římskokatolická farnost Lukavec.

## Kostely a kaple farnosti
| Fotografie | Kostel                     | Místo      | Bohoslužba             | Bohoslužba             | Poznámka            |
| ---------- | -------------------------- | ---------- | ---------------------- | ---------------------- | ------------------- |
|            | Kaple                      | Čeněnice   | neslouží se pravidelně | neslouží se pravidelně | obecní kaple        |
|            | Kaple                      | Chýstovice | neslouží se pravidelně | neslouží se pravidelně | obecní kaple        |
|            | Kaple                      | Kramolín   | neslouží se pravidelně | neslouží se pravidelně | obecní kaple        |
|            | Kostel svatého Bartoloměje | Křešín     | neděle                 | 11.00                  | bývalý farní kostel |
|            | Kaple                      | Štědrovice | neslouží se pravidelně | neslouží se pravidelně | obecní kaple        |